# The Queen of Spades
The Queen of Spades é um filme britânico de fantasia e terror lançado em 1949, dirigido por Thorold Dickinson e estrelado por Anton Walbrook, Edith Evans e Yvonne Mitchell. Baseado no conto homônimo de Alexandre Pushkin, foi nomeado para o Prêmio da Academia Britânica de Cinema (BAFTA) na categoria de Melhor Filme.

## Sinopse
Uma velha condessa faz um pacto com o Diabo no qual em troca de sua alma, terá sempre sorte no carteado. Um oficial do exército, também fanático por cartas, assassina a mulher na tentativa de descobrir o segredo dela. Após isso, ele passa a ser assombrado pelo espírito de sua vítima.

## Elenco
O elenco abaixo foi obtido do Instituto de Cinema Britânico:
- Anton Walbrook como Capitão Herman Suvorin
- Edith Evans como Condessa Ranevskaya
- Yvonne Mitchell como Lizaveta Ivanovna
- Mary Jerrold como Varvarushka
- Ronald Howard como Andrei
- Anthony Dawson como Fyodor
- Miles Malleson como Tchybukin
- Michael Medwin como Ilovaisky
- Athene Seyler como Princesa Ivashin
- Ivor Barnard como comerciante de livros
- Aubrey Mallalieu como Fedya
- Maroussia Dimitrevitch como cantora cigana
- Violetta Elvin como dançarina cigana
- Pauline Tennant como Condessa Ranevskaya (jovem)
- Hay Petrie como servo de Herman